# Мишневичский сельсовет
Мишневичский сельсовет — административная единица на территории Шумилинского района Витебской области Республики Беларусь. Административный центр — агрогородок Мишневичи.

## Состав
Мишневичский сельсовет включает 32 населённых пункта:
- Андреевка — деревня
- Бунтики — деревня
- Волотовки — деревня
- Глушица — деревня
- Горелая Гряда — деревня
- Гребенцы — деревня
- Гульбище — деревня
- Ждановка — деревня
- Заложное — деревня
- Заоболь — деревня
- Заполье — деревня
- Заполянка — деревня
- Козлы — деревня
- Козьяны — деревня
- Красомай — деревня
- Мальковщина — деревня
- Мишневичи — агрогородок
- Новое Барсучино — деревня
- Погорелица — деревня
- Пономари — деревня
- Ровное — деревня
- Рыбчино — деревня
- Савченки — деревня
- Симоняты — деревня
- Скатица — деревня
- Ставица — деревня
- Стариновичи — деревня
- Суровни — деревня
- Хрипки — деревня
- Шавеки — деревня
- Шипулино — деревня
- Щербаки — деревня

Упразднённые населённые пункты на территории сельсовета:
- Мазуры — деревня